# 曼德倫斯科湖
42°25′24″N 27°23′29″E / 42.42333°N 27.39139°E

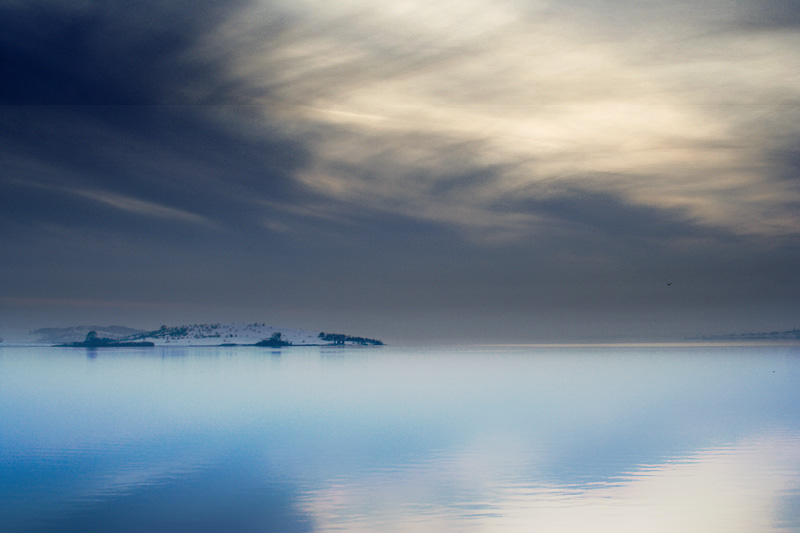

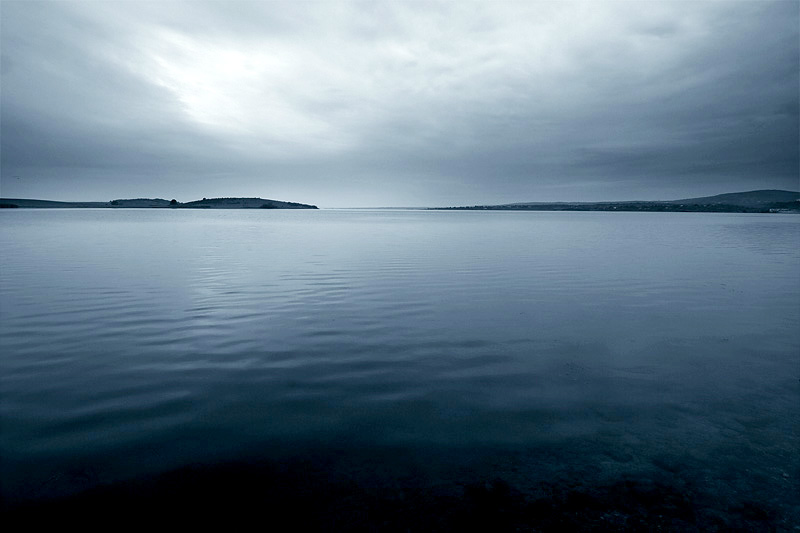

曼德倫斯科湖是保加利亞的湖泊，位於該國東南部，長8公里、寬1.3公里，面積38.84平方公里，是超過250種鳥類的棲息地，該湖在1963年成為水庫前是鹹水湖。